# Pwllheli
Pwllheli (wymowaⓘ) – miasto w północno-zachodniej Walii (Wielka Brytania), w hrabstwie Gwynedd (historycznie w Caernarfonshire), położone na półwyspie Llŷn, nad ujściem rzeki Afon Rhyd-hir do zatoki Cardigan. W 2011 roku miasto liczyło 4076 mieszkańców.
Istotną rolę w lokalnej gospodarce odgrywa turystyka. Miasto jest ośrodkiem żeglarstwa i sportów wodnych.

## Cmentarz Denio (Denio Cemetery)
Na cmentarzu znajduje się kwatera polska, gdzie spoczywa 772 Polaków, z których większość stanowią żołnierze Polskich Sił Zbrojnych na Zachodzie zmarli w latach 1946-1947 na terenie Wielkiej Brytanii. W murze cmentarnym umieszczono płytę z napisem o treści: „W DRODZE DO WOLNEJ POLSKI, MIEJSCE SPOCZYNKU ŻOŁNIERZY PSZ, I MIESZKAŃCÓW OSIEDLA W PENRHOS” (ang. ON THE WAY TO FREE POLAND, PLACE OF REST OF THE POLISH SOLDIERS AND THE RESIDENTS OF PENRHOS HOME). Na tym cmentarzu pochowano osoby zmarłe w polskim szpitalu w Penley oraz Polskim Osiedlu Mieszkaniowym w Penrhos. W 1987 z inicjatywy Stefana Soboniewskiego przewodniczącego Rady Głównej Federacji Światowej Stowarzyszenia Polskich Kombatantów (SPK) w Londynie na cmentarzu tym utworzono kolumbarium, w którym umieszczano prochy Polaków, kombatantów, emigrantów polskiego pochodzenia zmarłych w Wielkiej Brytanii. Pierwsze urny z prochami złożono w kolumbarium w kwietniu 1978 – 34 urny. Następne pochówki prochów dokonano 12 września 1980; w czasie uroczystego pogrzebu, który w polskim kościele odprawił kapelan SPK Witold Jarecki, w kolumbarium umieszczono urny 20 polskich żołnierzy zmarłych w latach 1977-1980. Kolejne pochówki dokonano w latach: 1981  – 17 urn, 1982  – 17 urn, 1986  – 13 urn przywiezionych z Londynu, 3 z Penrhos, w 1987 – 24 urny, w 1989 – 22 urny.
Na tym cmentarzu w kwaterze RAF pochowano 40 lotników brytyjskich, australijskich i kanadyjskich sił powietrznych, w tym sześciu lotników polskich. Tablice nagrobne zawierają polskie nazwiska: por. Tadeusz Dąbrowski (pilot), sierż. Józef Zalewski (pilot), st. sierż. Ładysław Ustjanowski (pilot), kpr. Józef Szczerbaty (pilot), P. Piotrofsky z kanadyjskich sił powietrznych, p.płk. Adam Sikorski.